# Dimitrios Mougios
Dimitrios Mougios (grško Δημήτριος Μούγιος, grški veslač, * 13. oktober 1981. 
Na Poletnih olimpijskih igrah 2008 v Pekingu je z veslaškim partnerjem Vasileiosom Polymerosom osvojil srebrno medaljo v lahkem dvojnem dvojcu. 